# Natalie Vértiz
Natalie Vértiz González (sinh ngày 29 tháng 9 năm 1991) là một nữ diễn viên, người dẫn chương trình truyền hình, người mẫu người Hoa Kỳ gốc Peru. Cô từng là thí sinh sắc đẹp cuộc thi sắc đẹp đại diện cho Peru tham gia cuộc thi Hoa hậu Hoàn vũ 2011. Vértiz sinh ra ở Lima và lớn lên ở Hoa Kỳ.

## Cuộc thi
Natalie, một cư dân của Pompano Beach, Florida đã tham gia thi đấu ở cuộc thi Hoa hậu Perú 2011, đại diện cho người Mỹ gốc Perú (cộng đồng người Peru ở Hoa Kỳ), cuộc thi mà cô là một trong 12 thí sinh chung cuộc. Ngoài ra, cô cũng đoạt các danh hiệu phụ khác như Thân hình đẹp nhất và Hoa hậu Hình bóng. Các chuyên gia dinh dưỡng và giảng viên của cô, Christopher Rios, Daniel Rios và Xavier Rios, đã thành công với lời khuyên của anh về việc cô giành được giải "Thân hình tốt nhất".
Natalie đại diện cho Peru tham gia cuộc thi cuộc thi Hoa hậu Hoàn vũ 2011, phát sóng trực tiếp từ São Paulo, Brazil vào ngày 12 tháng 9 năm 2011 nhưng không thành công và không được xếp hạng trong cuộc thi này.
Vào ngày 17 tháng 3 năm 2014, Vértiz và bạn trai Jacobo (Yaco) Eskenazi Álvarez chào đón đứa con đầu lòng của họ, con trai Liam. Eskenazi đề xuất với Vertiz trực tiếp trên chương trình tranh tài, "Esto es Guerra". Eskenazi - người lớn lên trong đức tin Do Thái và Vértiz với đức tin Công giáo kết hôn trong một buổi lễ dân sự vào ngày 11 tháng 7 năm 2015. Cuộc hôn nhân của họ được truyền hình trực tiếp trên truyền hình Mỹ.